# Chandra-Kasem-Palast

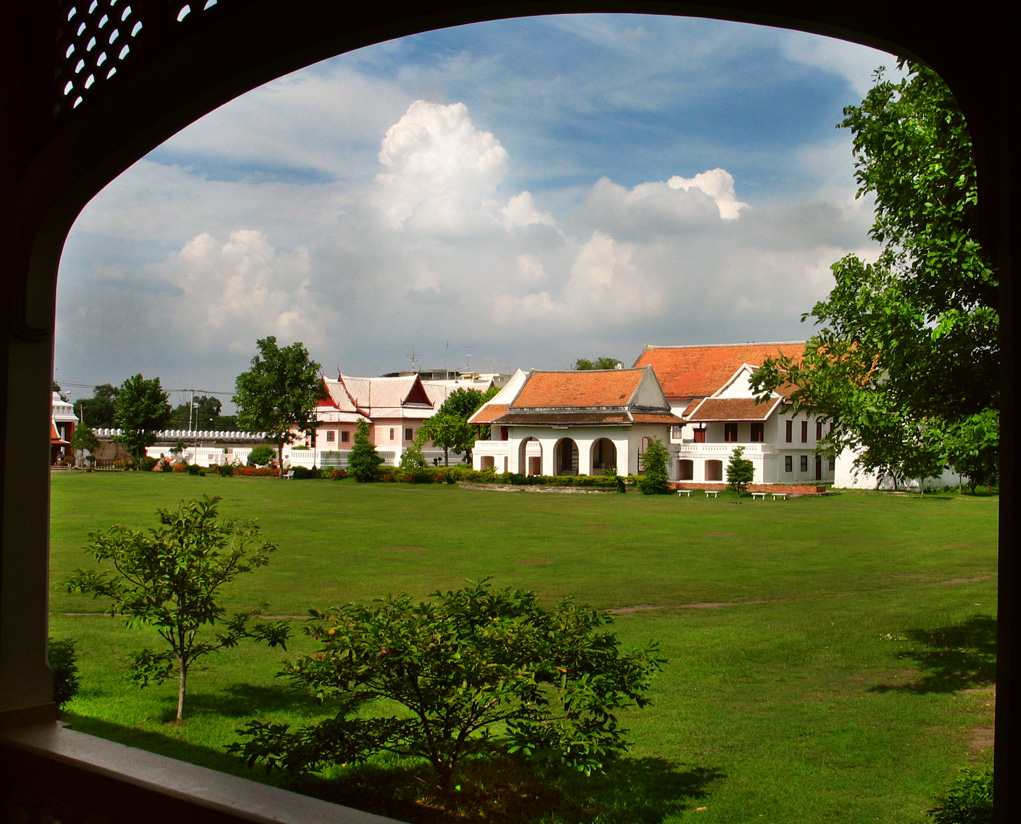
Blick auf den Chan Kasem Palast

Der Chandra-Kasem-Palast (Thai: พระราชวัง จันทรเกษม,
gesprochen: [pʰráʔrâːtt͡ɕʰáʔwaŋ t͡ɕan kàʔsĕːm] - etwa: Palast des Glücklichen Mondes; andere Schreibweise: Chantharakasem oder Chan Kasem, auch: Wang Na) ist eine Palastanlage und eines der Nationalmuseen von Thailand. Es befindet sich in Ayutthaya, Zentralthailand.

## Lage
Der Palast Chandra Kasem liegt an der U Thong-Straße gegenüber dem Nachtmarkt Hua Rao in der Nähe des Flusses Lopburi im äußersten Nordosten der Hauptinsel von Ayutthaya. 

## Baugeschichte
Der Palast wurde 1577 während der Regierungszeit von König Maha Thammaracha für dessen Sohn Naresuan erbaut, während er als Statthalter der Birmanen auf dem Thron von Ayutthaya eingesetzt war. Zu jener Zeit wurde er „Wang Mai“ (Thai: วังใหม่ - Neuer Palast) genannt, aber auch „Wang Chan“ (Thai: วังจันทน์) wie der Palast in Phitsanulok, in dem Prinz Naresuan als Vizekönig residierte. Der Palast befand sich wahrscheinlich zunächst außerhalb der Stadtmauern, jedoch wurde in der Regierungszeit des Königs das Stadtgebiet bis hin zum Ufer des Pa Sak erweitert. Nach seiner Thronübernahme 1590 diente der Palast König Naresuan dem Großen als Residenz und als Hauptquartier, während er die Stadt gegen die Angriffe der burmesischen Armee verteidigte.
Da der Palast in den folgenden Jahren zumeist als Residenz des „Zweiten Königs“ (Uparat) genutzt wurde, hieß er von da an „Wang Na“ (Thai: วังหน้า - Vorderer Palast, im englischen Sprachgebrauch Front Palace, offizieller Titel: พระราชวัง บวรสถานมงคล).
Wie die meisten anderen Gebäude von Ayutthaya wurde der Palast während der birmanischen Invasion 1767 zerstört. Für fast 100 Jahre wurden die Ruinen vernachlässigt, bis König Mongkut (Rama IV.) (reg. 1851–1868) den Palast zum Teil neu aufbauen ließ und ihn als Wohnsitz während seiner Besuche in der alten Hauptstadt Siams nutzte. Der heutige Name „Chankasem-Palast“ wurde von König Mongkut verliehen.
Am 12. Februar 1936 wurde das im Palast befindliche „Ayutthaya Museum“ vom Fine Arts Department umbenannt in „Chantharakasem National Museum“. Ausgestellt sind hier Kunstwerke aus Tempelruinen und Ausgrabungen der Umgebung.

## Sehenswürdigkeiten
Alle Gebäude, die auf dem Gelände heute existieren, wurden von König Mongkut teilweise nach den ursprünglichen Plänen gebaut:
- Der Chaturamuk Pavillon (พลับพลาจตุรมุข) liegt direkt am nördlichen Eingang. Er wurde vom König aus Holz auf den Original-Fundamenten errichtet. Hier wohnte der König während seiner Besuche, er nutzte ihn außerdem als Büro und Thronhalle. Später wurde er von König Chulalongkorn (Rama V.) renoviert, in der Regierungszeit von König Prajadhipok (Rama VII.) wurde die hölzerne Struktur durch Stein ersetzt. Heute werden hier persönliche Gegenstände des Königs ausgestellt.
- Die Piman Rataya Halle (พระที่นั่งพิมานรัตยา) ist ein Ziegel-Gebäude in der Mitte des Palast-Geländes. Es wurde ebenfalls auf den ursprünglichen Fundamenten errichtet, allerdings erst in der Regierungszeit von König Chulalongkorn fertiggestellt.

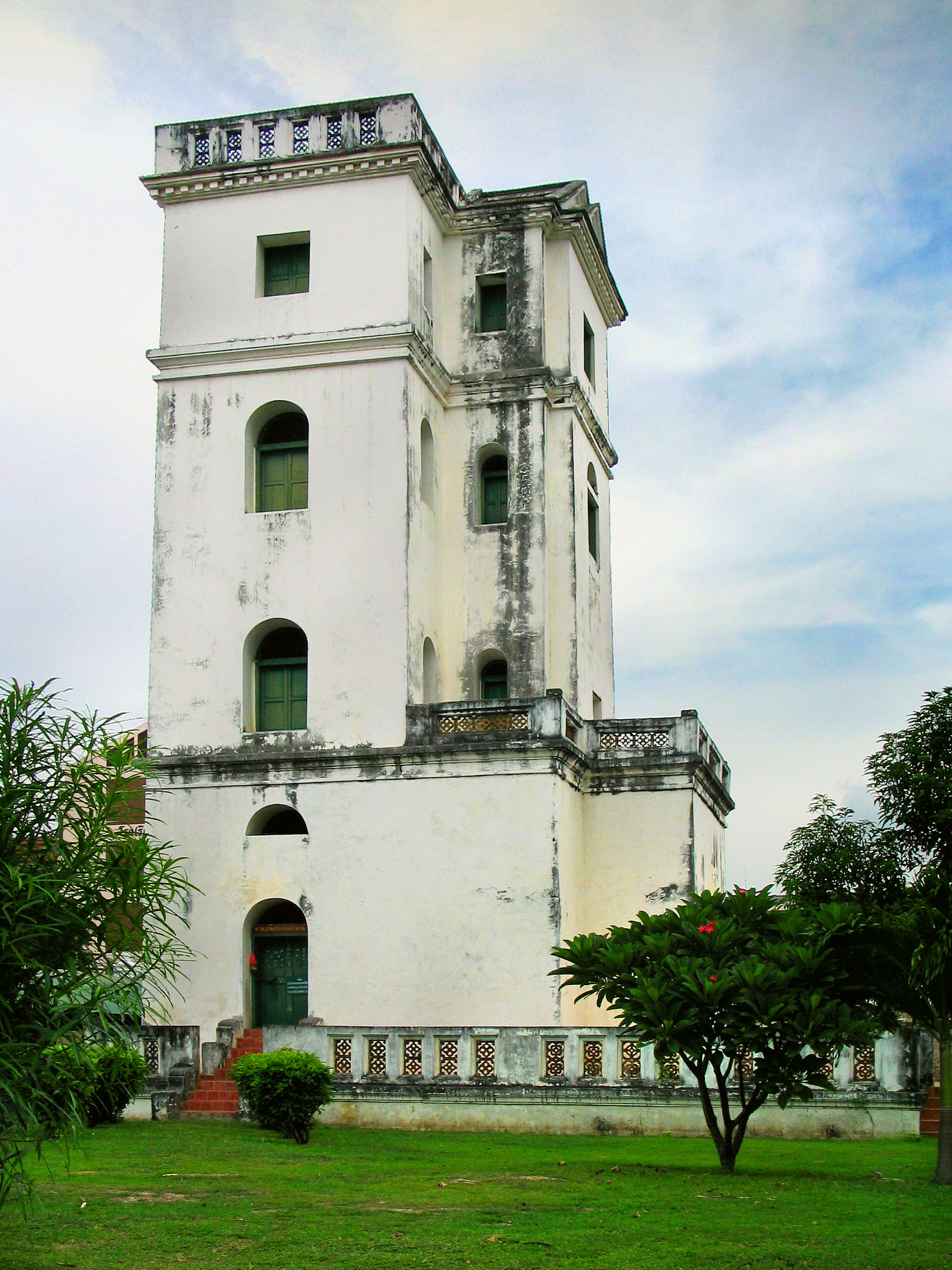
Pisai Sayalak Turm

- Der Pisai Sayalak Turm (พระที่นั่งพิสัยศัลลักษณ์) ist ein vierstöckiger Turm im Südosten des Palastgeländes, der aus Ziegelstein im europäischen Stil auf den Fundamenten des 17. Jahrhunderts gebaut wurde. König Mongkut gab ihm den heutigen Namen, und da er ein begeisterter Amateur-Astronom war, ließ er hier ein privates Observatorium errichten.
- Die hohen Mauern mit den vier Eingangstoren wurden auch von König Mongkut erbaut. Später wurden außerhalb der Mauern weitere Fundamente von früheren Gebäuden gefunden, was zu der Annahme führt, dass das ursprüngliche Palast-Gelände viel größer war.
- An der südwestlichen Mauer steht heute das langgestreckte, frühere Verwaltungsgebäude des Distrikts (ดึกมหาดไทย - Duek Mahatthai). Es hat innen über die gesamte Länge eine luftige Terrasse. In den zahlreichen Räumen sind alte Waffen, Keramiken, mit Schwarzgoldlack-Malerei verzierte Bücherschränke sowie eine Ausstellung über das „Leben in  der Alten Hauptstadt“ zu sehen.
- Die königlichen Pferdeställe befanden sich in einem Ziegelgebäude in der nordwestlichen Ecke des Geländes. Heute ist hier das Verwaltungsgebäude des Museums untergebracht. Zunächst wurde hier von Phaya Boranrachathanin, dem ehemaligen Gouverneur von Ayutthaya, das Boran Museum eingerichtet, in dem er viele Objekte aus den Tempelruinen und Ausgrabungen sammelte. Nach 1904 verlegte er seine Sammlung in den Chaturamuk Pavillon und nannte sie Ayutthaya Museum. 1936 wurde dann das gesamte Palast-Areal zum Nationalmuseum erklärt.